# Timpkenfest
Das Timpkenfest, auch Wittekindspende, wird in der ostwestfälischen Stadt Enger jeweils am 6. Januar, dem Dreikönigstag gefeiert. Nach dem Gottesdienst erhalten alle Besucher der Stiftskirche Timpken (Timpken = Zipfelchen: geviertelte, aus hellem Mehl gebackene süße Semmeln). Diese Tradition geht vermutlich bis ins 12. Jahrhundert zurück und war ursprünglich eine Armenspeisung. Dem Wesen nach ist die Wittekindspende eine für das Mittelalter typische Memorienstiftung zur Erinnerung an den Sachsenherzog Wittekind. Er soll in der Stiftskirche zu Enger begraben liegen und ist auf diese Weise eng mit der Geschichte des Stifts verbunden. Das genaue Gründungsjahr der Wittekindspende ist nicht bekannt. Die älteste bekannte urkundliche Erwähnung findet sich im Urbar von 1550 in Form einer Lieferverpflichtung des Hofes Vorwerk in Westerenger. Der Hof war bis ins Jahr 1842 zur Lieferung von Naturalien für die Spende verpflichtet. Die älteste Beschreibung der eigentlichen Festlichkeit stammt von Reinecke von Steinheim und wurde im Jahr 1571 verfasst.
Zahlreiche Geschichten und Legenden ranken sich um den Sachsenherzog Wittekind und die Wittekindspende. Der Legende nach hatte der Sachsenherzog Widukind selbst verfügt, an seinem Todestag mit der Timpkenverteilung Hilfsbedürftige zu unterstützen. Die Verteilung der Timpken wird seither von geistlichen und weltlichen Würdenträgern der Stadt vorgenommen.